# Полчешти (Калараш)
Полчешти (рум. Polcești) насеље је у Румунији у округу Калараш у општини Сарулешти. Oпштина се налази на надморској висини од 39 m.

## Становништво
Према подацима из 2002. године у насељу је живело 84 становника, од којих су сви румунске националности.